# بير إبراهام رومان
بير إبراهام رومان (بالسويدية: Per Abraham Roman)‏ هو عالم حشرات سويدي، ولد في 16 نوفمبر 1872، وتوفي في 28 ديسمبر 1943 في أوربرو في السويد.